# مرجان میزی سفت
مرجان میزی سفت (نام علمی: Acropora austera) نام یک گونه از سرده مرجان میزی است.